# Symphytum mosquense
Symphytum mosquense är en strävbladig växtart som beskrevs av S.R. Majorov och D.D. Sokoloff. Symphytum mosquense ingår i släktet vallörter, och familjen strävbladiga växter. Inga underarter finns listade i Catalogue of Life.